# San Juan de Iscos (distrito)
San Juan de Iscos é um distrito da província de Chupaca, localizado do Departamento de Junín, Peru.

## Transporte
O distrito de San Juan de Iscos não é servido pelo sistema de estradas terrestres do Peru.